# Plaue (Brandenburg an der Havel)

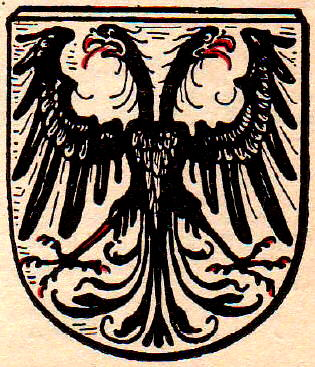
Wappen der Stadt Plaue

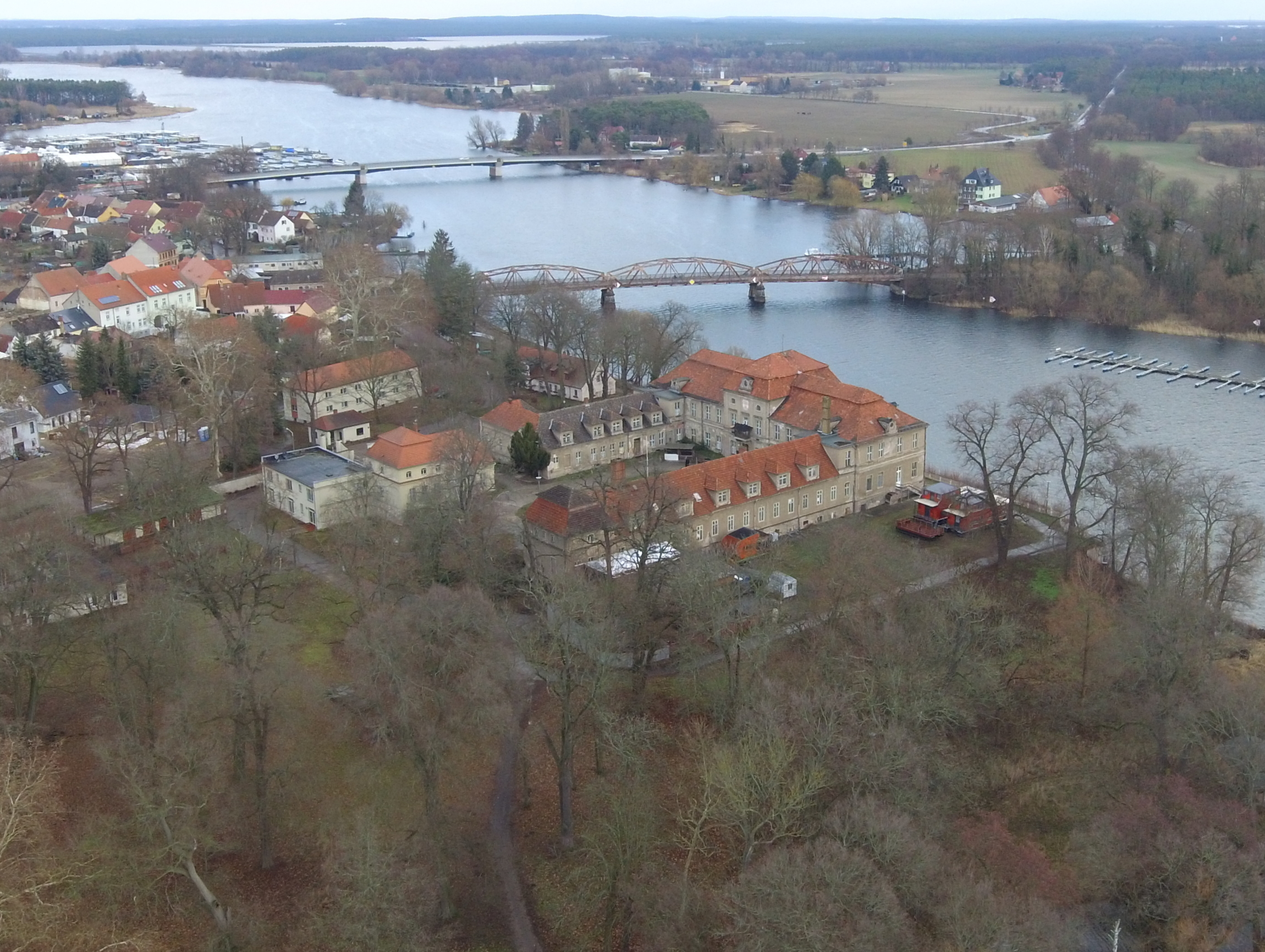
Schloss Plaue, Westhavelland- und Plauer Brücke und die Havel in einem Luftbild

Plaue im westlichen Havelland wurde als Stadt erstmals 1197 urkundlich erwähnt. Die Stadt gehörte zuletzt zum Kreis Westhavelland des preußischen Regierungsbezirks Potsdam und der DDR. Am 25. Juli 1952 wurde Plaue gemeinsam mit Kirchmöser in die Stadt Brandenburg eingemeindet. Heute ist Plaue ein Stadt- und Ortsteil von Brandenburg an der Havel und hat 2612 Einwohner (Stand 2023).

## Geografie
Plaue liegt am Ausfluss der Havel aus dem Plauer See, nordöstlich der Einmündung des Elbe-Havel-Kanals und des Woltersdorfer Altkanals, des östlichen Endes des ehemaligen Plauer Kanals in den Wendsee. In dem bis 1945 im Eigentum der Grafen von Königsmarck befindlichen Schloss Plaue war bis 1993 eine Sprachschule untergebracht.
Zum Ortsteil Plaue gehören neben dem alten Stadtkern die Wohnplätze Ausbau, Charlottenhof, Gartenstadt, Margaretenhof, Neu Plaue, Plauerhof, Plauer Schleuse und Roberdam.

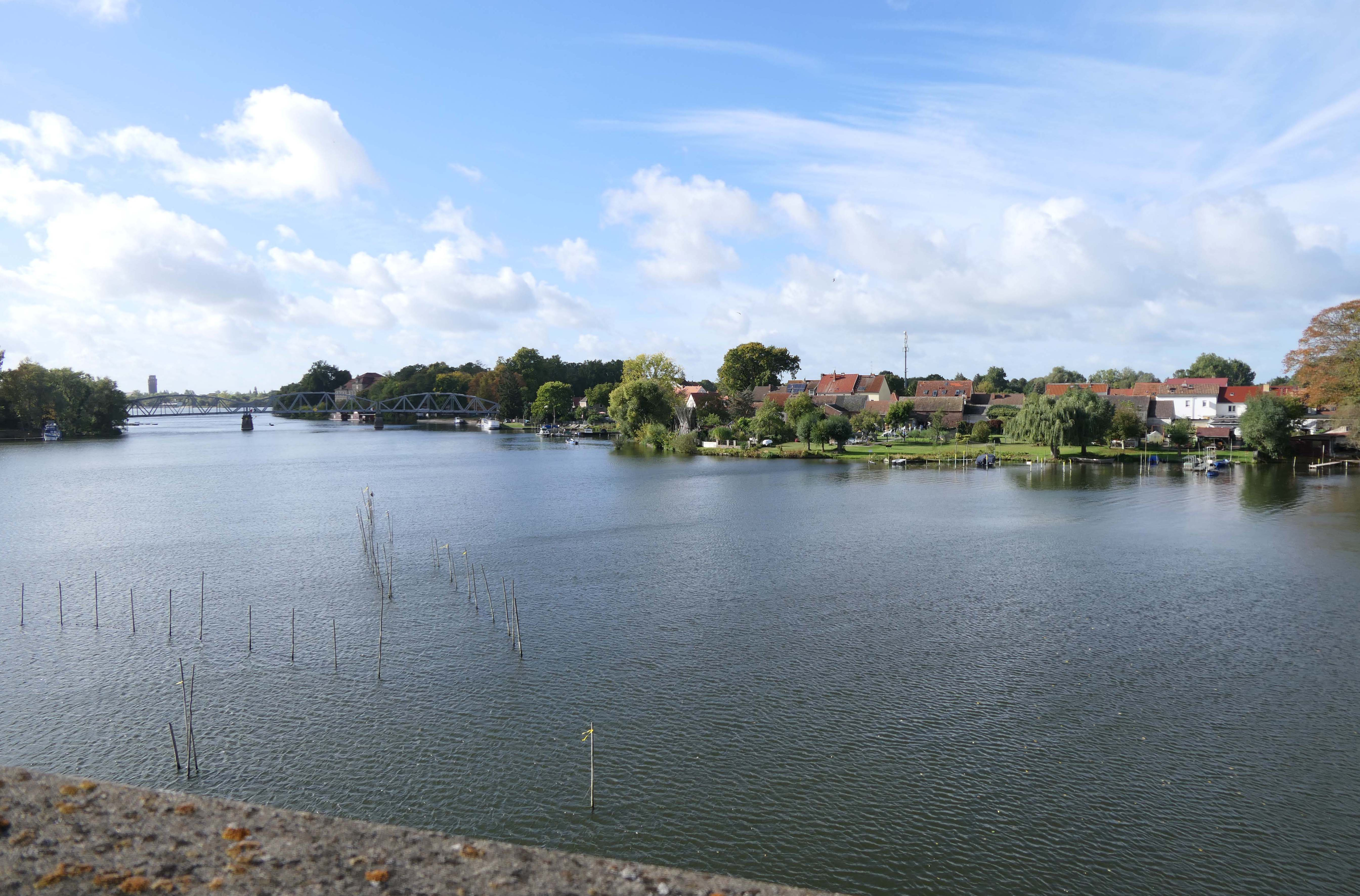
Plaue an der Havel von Osten

## Geschichte
Im Sommer 2001 wurde im Zuge von Bauarbeiten an der Straße Plauerhof ein slawisches Körpergräberfeld entdeckt. Dieser Fund war eine Überraschung, denn die Voruntersuchungen hatten lediglich urgeschichtliche Befunde erbracht. Die Auswertung der Grabungen ergab, dass es sich mit etwa 170 nachgewiesenen Bestattungen um das bis 2001 größte entdeckte Gräberfeld des 10. bis 12. Jahrhunderts im Havelland handelte. Die Toten waren überwiegend in gestreckter Rückenlage mit seitlichen Armen und annähernder West-Ost-Ausrichtung bestattet. Drei junge Frauen wurden in Hockerlage aufgefunden. Die Gräber wurden einzeln in Reihen, überwiegend ohne Überschneidungen angeordnet, was eine oberirdische Markierung nahelegte. Die Grabgruben waren in vielen Fällen mit Holzeinbauten mit deutlichen Überständen der Seiten- und Querbretter versehen. Bei einigen Gräbern zeigten sich Verkohlungsspuren an den Holzeinbauten, die auf einen Feuerritus hinwiesen. Gefäßbeigaben waren in etwa 30 Prozent der Gräber zu finden. Andere Beigaben wie Schmuck und Münzen wurden nur vereinzelt nachgewiesen. Die Skelette wurden von Bettina Jungklaus untersucht. Die Erhaltung der Skelette war jedoch wegen des sandig-sauren Bodens meist schlecht. 40 Prozent der Begrabenen waren im Erwachsenenalter und 35 Prozent im Kindesalter. Das weist auf eher schlechte Lebensbedingungen der ländlichen Bevölkerung von Plaue hin. Außerdem fanden sich Anzeichen für Mangelernährung.
1197 wird ein Zeuge Henrycus de Plawe urkundlich genannt. 1216 wird dann bereits das „Feste Haus“, die Burg, in Plaue in einer Urkunde erstmals erwähnt. Neben dieser Burg, die einen wichtigen Havelübergang schützte, lag der Kietz. Westlich und etwas weiter von der Burg entfernt lag ein Straßendorf ohne Markt. Aus diesen beiden zivilen Siedlungen ging später das Städtchen Plaue hervor, das zuerst 1411 als solches bezeichnet wurde. Die Burg und das Städtchen waren im 13. und 14. Jahrhundert zwischen der Mark Brandenburg und dem Erzstift Magdeburg hart umkämpft. 1421 kam es endgültig an die Mark Brandenburg. Besitzer von Stadt und Burg waren verschiedene Adelsfamilien, die Vasallen des Erzbischofs von Magdeburg oder des Markgrafen von Brandenburg waren.
1244 wurde die Brücke über die Havel zerstört und erst 1459 wieder aufgebaut. 1334 war Plaue Zollort. Im Jahre 1400 fielen Burg und Ort an den Raubritter Johann von Quitzow. 1414 wurden Burg und Stadt von Kurfürst Friedrich I. und Erzbischof von Magdeburg Günther II. erobert. Den Quitzows, die jahrelang Raubzüge in magdeburgische Gebiete unternommen hatten, wurde die Herrschaft entzogen. Eine Meierei und Schäferei lagen jenseits der Havel. 1421 sind Ratmannen bezeugt. 1447 wird Plaue als Städtlein bezeichnet. 1459 kamen Stadt und Burg in Pfandbesitz der Familie von Waldenfels. 1531 fiel der Pfandbesitz wieder an den Kurfürsten zurück. 1537 war Asmus von Saldern Amtmann in Plaue. Für das Jahr 1537 ist die städtische Braugerechtigkeit verbrieft. 1559 wurden zwei Märkte bewilligt und der Errichtung einer Waage zugestimmt. 1577 sind zwei Windmühlen in Plaue nachgewiesen. Im selben Jahr kamen Burg und Städtchen Plaue in den Pfandbesitz der Familie von Arnim, die ihn bis 1620 behaupten konnten.
1620 erwarb der Magdeburger Domherr und Finanzmakler Christoph von Görne († 1638) Schloss und Städtchen Plaue. Sein Grabmal mit einem Relief seines Körpers ist noch heute in der Pfarrkirche Plaue zu sehen. Plaue blieb bis 1765, also fast eineinhalb Jahrhunderte, im Besitz des „hochfreiherrlichen adeligen Geschlechts derer von Görne“. Im Dreißigjährigen Krieg wurden Ortschaft und Schloss Plaue in erheblichem Maße zerstört. Im Niedersächsisch-Dänischen Krieg konnte am 10. April 1627 ein Angriff einer kleinen kaiserlichen Truppe noch abgewehrt werden. Als die Kaiserlichen am Folgetag in größerer Zahl abermals vor der Stadt erschienen, floh die gesamte Bevölkerung und Plaue wurde besetzt. Nur kurze Zeit später namen aber die vorrückenden Dänen den Ort ein und plünderten ihn.
Georg Christoph dem Älteren (1638–1680), einem Sohn des Christoph von Görne, kam die Aufgabe zu, den zerstörten Ort wieder aufzubauen. Dabei vergrößerte er den Besitz wesentlich. Zu Plaue, das ab 1637 den Doppeladler im Stadtwappen führte, gehörten schließlich neun Gemarkungen in der näheren Umgebung.
Mit dem preußischen Minister Friedrich von Görne begann die Glanzzeit der Stadt. Er hatte Schloss, Amt und Städtchen Plaue 1711 von seinem Neffen Lewin Werner von Görne übernommen. Friedrich von Görne richtete um 1713 einige Textilmanufakturen ein und gründete eine Porzellan- und Steinzeugfabrik, die allerdings in der gesamten Zeit ihres Bestehens ausschließlich Steinzeug produzierte, das allerdings dem Böttger Steinzeug der Meißener Manufaktur nicht unähnlich war. Neben der 1711 bis 1716 unmittelbar an der Havel errichteten Schlossanlage wurden zudem bis 1720 in Plaue öffentliche, dem Gemeinwohl dienende Gebäude auf Veranlassung des Gutsherrn von Görne neu- beziehungsweise umgebaut (Schule, Alters- und Armenhaus). Als von Görne am 24. Juni 1745 starb, hinterließ er ein wirtschaftlich gut florierendes Städtchen. In der Folgezeit verlor Plaue unter Heinrich Wilhelm von Anhalt, der von 1765 bis 1793 hier ansässig war, seine frühere Bedeutung. 1772 wurden 680 Einwohner gezählt. 1793 kam das Städtchen dann an den Freiherrn von Lauer-Münchhofen. Um 1800 wird Plaue als Flecken bezeichnet. 1839 wechselte Plaue erneut den Besitzer: Hans Valentin Ferdinand Graf von Königsmarck (1773–1849) übernahm das Städtchen und sein Sohn Hans von Königsmarck regierte hier bis 1872. 1840 wurden 140 Wohnhäuser gezählt, 1900 waren es bereits 300 Häuser.
Von 1916 bis 1917 errichtete die Baugenossenschaft Plaue im Auftrag des Reichsamts des Innern auf einem Wiesengelände am nördlichen Ortsrand die Gartenstadt Plaue mit etwa 300 Reihenhäusern für Beschäftigte der Königlich-Preußischen Pulverfabrik Kirchmöser. Der Entwurf für Siedlung und Typenbauten stammt von Paul Schmitthenner. Der Bauplatz für die Siedlung – heute Bredowstraße, Lewaldstraße, Scheidtstraße – hatte eine Größe von etwa 10 Hektar. Zu jedem der Häuser gehörte ein Garten von mindestens 180 Quadratmetern. 1931 gab es in Plaue 571 Häuser.
Plaue war von 1912 bis zu deren Einstellung am 29. September 2002 durch eine Überlandstraßenbahnstrecke mit der Innenstadt von Brandenburg an der Havel verbunden.
Seit 1997 wird das rund 150 Jahre bekannte Fischerjakobi-Fest wieder jährlich veranstaltet, welches von ca. 30.000 Besuchern frequentiert wurde.

## Schloss Plaue

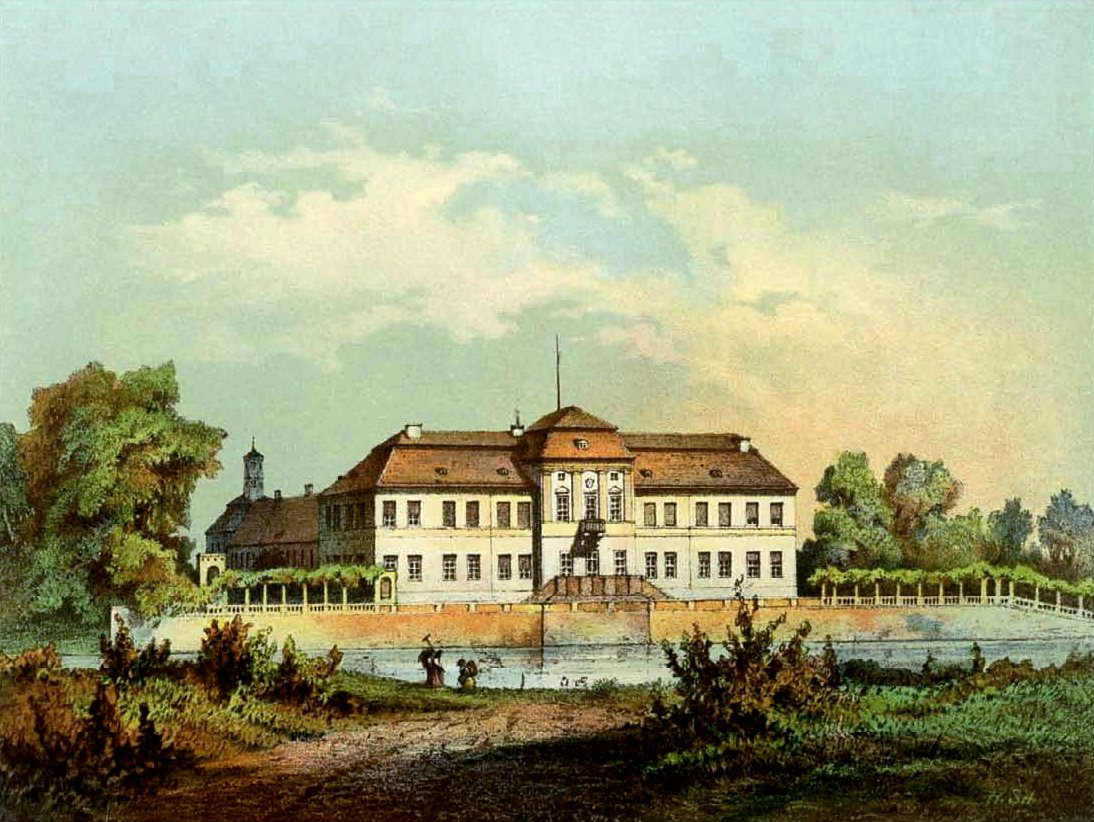
Schloss Plaue um 1860, Sammlung Alexander Duncker

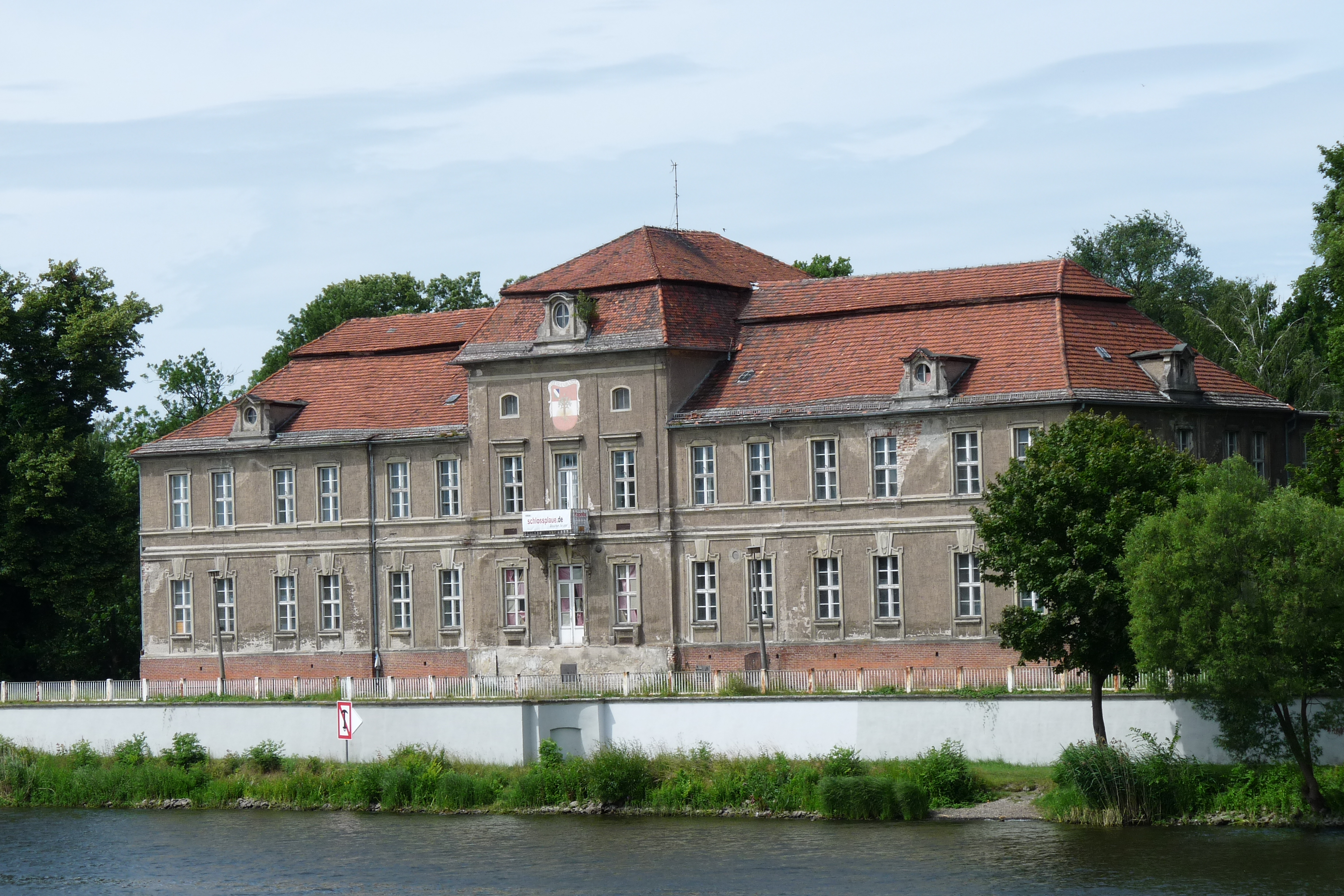
Schloss Plaue, 2009

Ein Festes Haus in Plaue wurde bereits in einer Urkunde von 1216 erstmals erwähnt. Wie das Haus damals aussah ist völlig unbekannt. Die ehemals an gleicher Stelle errichtete Burg des Ritters Johann von Quitzow wurde 1414 von Markgraf Friedrich I. und Erzbischof Günther von Magdeburg im Zuge von Kampfhandlungen nach einer Belagerung eingenommen.
Die so genannte Quitzowburg war wohl ein von zwei Rundtürmen flankierter und von einem Graben umgebener Bau. Bei der Eroberung wurden die Befestigungen zum Teil zerstört, obwohl sie mit ihrer aus Ziegelsteinen aufgeführten Ringmauer von vierzehn Fuß Breite (4,5 Meter) für uneinnehmbar gehalten wurden. Nach der Magdeburger Schöppenchronik sollen die Mauern der Burg so dick gewesen sein, dass man mit einem Wagen darauf habe fahren können.
Als mauerbrechend soll sich eine sehr große Kanone, genannt die „Faule Grete“, erwiesen haben. Deren Existenz konnte jedoch noch nicht schlüssig belegt werden.
Nachdem 1459 Georg von Waldenfels die Burg übernommen hatte, befestigte er die in Teilen verfallene Burg neu und vergrößerte die Anlage unter Einbeziehung der noch erhaltenen Reste. Dieser von einem Graben umgebene unmittelbare Vorgängerbau des Barockschlosses bot mit seinen fortifikatorischen Elementen insgesamt das Bild einer typischen Schlossanlage des 16. Jahrhunderts.
Von 1711 bis 1716 wurde unter Friedrich von Görne eine neue Dreiflügelanlage unter Verwendung alter Fundamente und Teile des aufgehenden Mauerwerks der älteren Anlage errichtet. Sie unterscheidet sich von zeitgleichen einfacheren Guts- und Herrenhäusern der Mark Brandenburg durch ihre großzügigen Dimensionen, die französischem Vorbild folgen. Das Hauptgebäude war zweistöckig mit zwei niedrigeren Seitenflügeln. Von den hohen Ansprüchen des Bauherrn zeugen zudem die schlosseigene Kapelle, der geräumige Altan auf dem Mittelrisalit sowie das „Chinesische Zimmer“. Ganz offensichtlich fanden künstlerische Anregungen modernster kurfürstlicher Bauproduktion, etwa die in Berlin herrschende Chinamode, in diesem adeligen Bauprojekt ihren Anklang. Der alte Burgturm wurde 1719 abgerissen.
Während eines Besuches soll der Soldatenkönig Friedrich Wilhelm I. hier seinen Sohn Friedrich II. zum Ritter geschlagen haben. Auch der russische Zar Peter I. hat auf einer seiner Europareisen hier gewohnt.
Unter Leopold von Görne wurden 1749 der Lustgarten von einer hohen Mauer umgeben, neue Hecken angelegt und ein neues Orangerie- und Treibhaus aufgeführt sowie das Schloss selbst „herrlich möbliert“.
Unter Wilhelm von Anhalt (ab 1765) wurden der Schlossgraben zugeschüttet und die Lindenallee, welche sich zum Schloss hinzog, niedergeschlagen sowie der nördliche Flügel des Schlosses abgetragen (erst 1840 wieder aufgeführt). Zudem versuchte von Anhalt, alle Spuren seines Vorgängers Görne zu tilgen. Er entfernte die noch auf Schloss Plaue befindlichen Bestände an „Plauer Porcellan“, einer Keramik, die wenige Jahre dem berühmten Meißner Konkurrenz machen konnte und in einer Plauer Manufaktur gefertigt wurde.
1839 erwarb Graf Hans Valentin Ferdinand von Königsmarck vom Freiherrn von Lauer-Münchhofen Schloss und Gut Plaue. In der Hand der Grafen von Königsmarck, einer alten, bereits 1225 urkundlich erwähnten märkischen Familie, verblieb der Besitz bis 1945. 1861 wurde das Schloss umgestaltet.
Schloss Plaue wurde im Zweiten Weltkrieg schwer beschädigt. 1945 wurden die Grafen von Königsmarck, zuletzt Hans Guido Graf von Königsmarck (1902–1979), durch die Bodenreform enteignet. Bevor das Land Brandenburg im April 1946 eine Verwaltungsschule im Schloss einrichtete, war es mehreren Plünderungen ausgesetzt. 1966 wurde bei der Instandsetzung des Baues zum Zweck der Unterbringung eines Instituts für Sprachintensivausbildung das Äußere stark vereinfacht. Man entfernte Dekorationselemente wie Putzquaderung, Kapitelle und Wappen und überzog die Fassaden mit Rauputz. Das Innere wurde verbaut, die Ausstattung ging bis auf wenige Stuckreste, Holztäfelungen und alte Türen vollständig verloren. Seit der Schließung des Instituts im Jahre 1993 steht das Schloss ungeachtet eines Eigentümerwechsels 2006 ungenutzt leer. Seit 2011 gibt es einen neuen Besitzer, der das Schloss behutsam saniert.

## Schlosspark/Fontaneweg
Westlich und südlich des Schlosses liegt der Schlosspark, der im frühen 18. Jahrhundert zunächst als barocke Anlage entstanden ist. Ab 1860 wurde er durch die Familie von Koenigsmarck zu einem Landschaftspark umgestaltet, der sich am nordwestlichen Ufer des Plauer Sees entlangzieht. Zum Teil durch den Schlosspark führt der Plauer Fontaneweg, ein vom Unabhängigen Bürgerverein Plaue und vom Förderverein Schlosspark Plaue erschlossener, kurzer kulturgeschichtlicher Wanderweg und dendrologischer Lehrpfad mit unterschiedlichen Nadel- und Laubgehölzen sowie Aussichtspunkten wie dem Tontaubenschießstand, einer terrassenförmigen Anlage aus dem späten 19. Jahrhundert mit Blick auf die Wasserfläche des Plauer Sees und auf das südlich gelegene Kirchmöser mit dem alten Wasserturm und weiteren Backsteingebäuden der im Ersten Weltkrieg errichteten Gebäude der Pulverfabrik, eines bedeutenden Ensembles von Industriedenkmälern des frühen 20. Jahrhunderts.

## Kirche

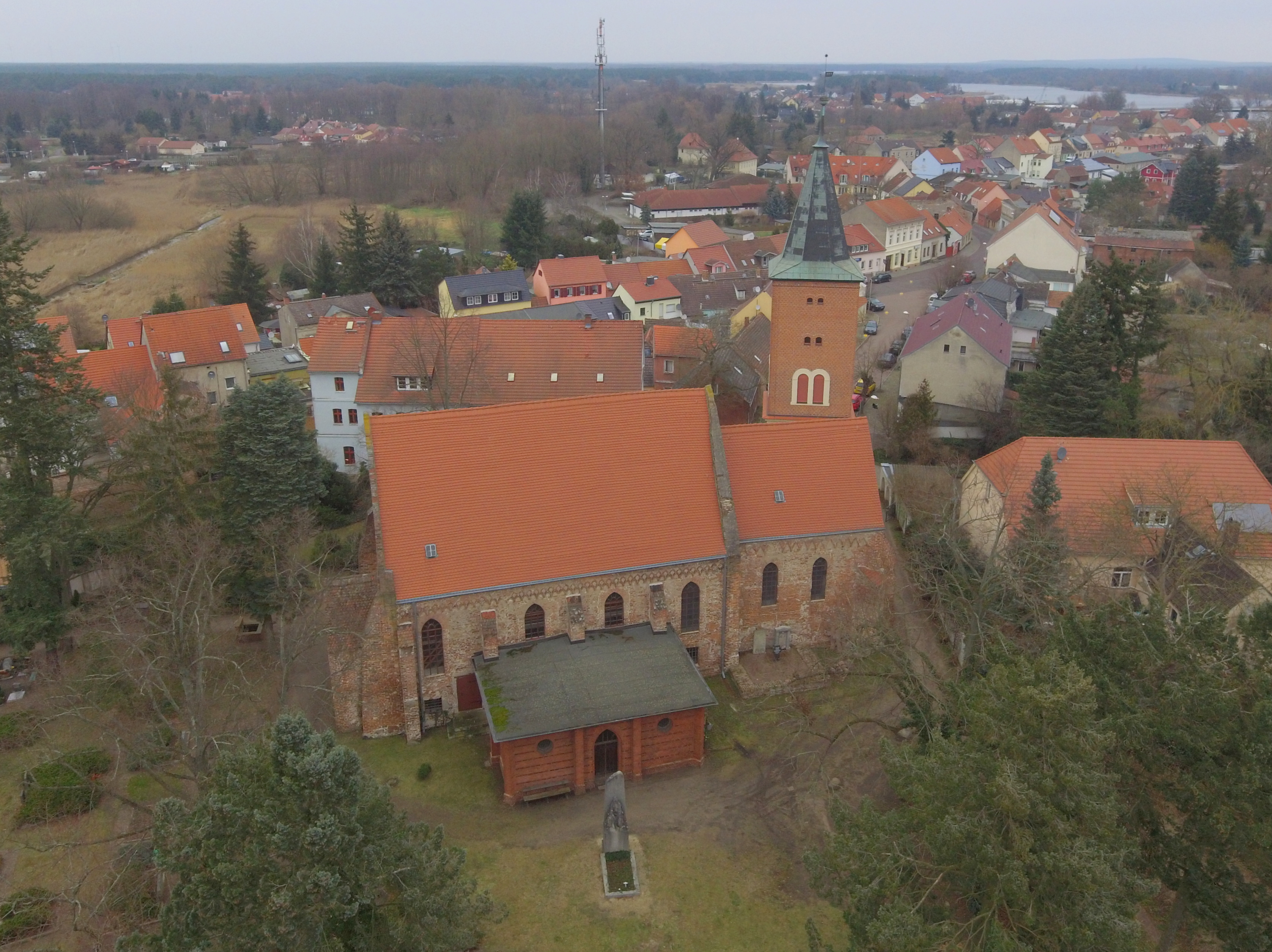
Pfarrkirche Plaue im Luftbild

Die ursprünglich spätromanische Dorfkirche vom Beginn des 13. Jahrhunderts befindet sich auf einem kleinen Hügel am Rande Plaues. Das Backsteingebäude besteht aus dem Schiff mit einem eingezogenen Chor und einem separat stehenden Turm. Im 16. Jahrhundert wurde das Schiff zu einer zweischiffigen gewölbten Halle umgebaut. Im 18. Jahrhundert kam es zu mehrfachen Umgestaltungen und zu einer Erweiterung durch den nördlichen Logenanbau. 1766 wurde der Turm aufgeführt. Kunsthistorisch bedeutsam ist die Kirche wegen ihrer restaurierten Wandmalereien des 15. und 16. Jahrhunderts. Erhalten sind Grabsteine der Familien von Saldern, von Arnim und von Görne sowie Grabmäler der Familie von Königsmarck wie dem Grabmal von Lily Gräfin von Koenigsmarck.
Siehe auch: Pfarrkirche Plaue

## Alte Havelbrücke

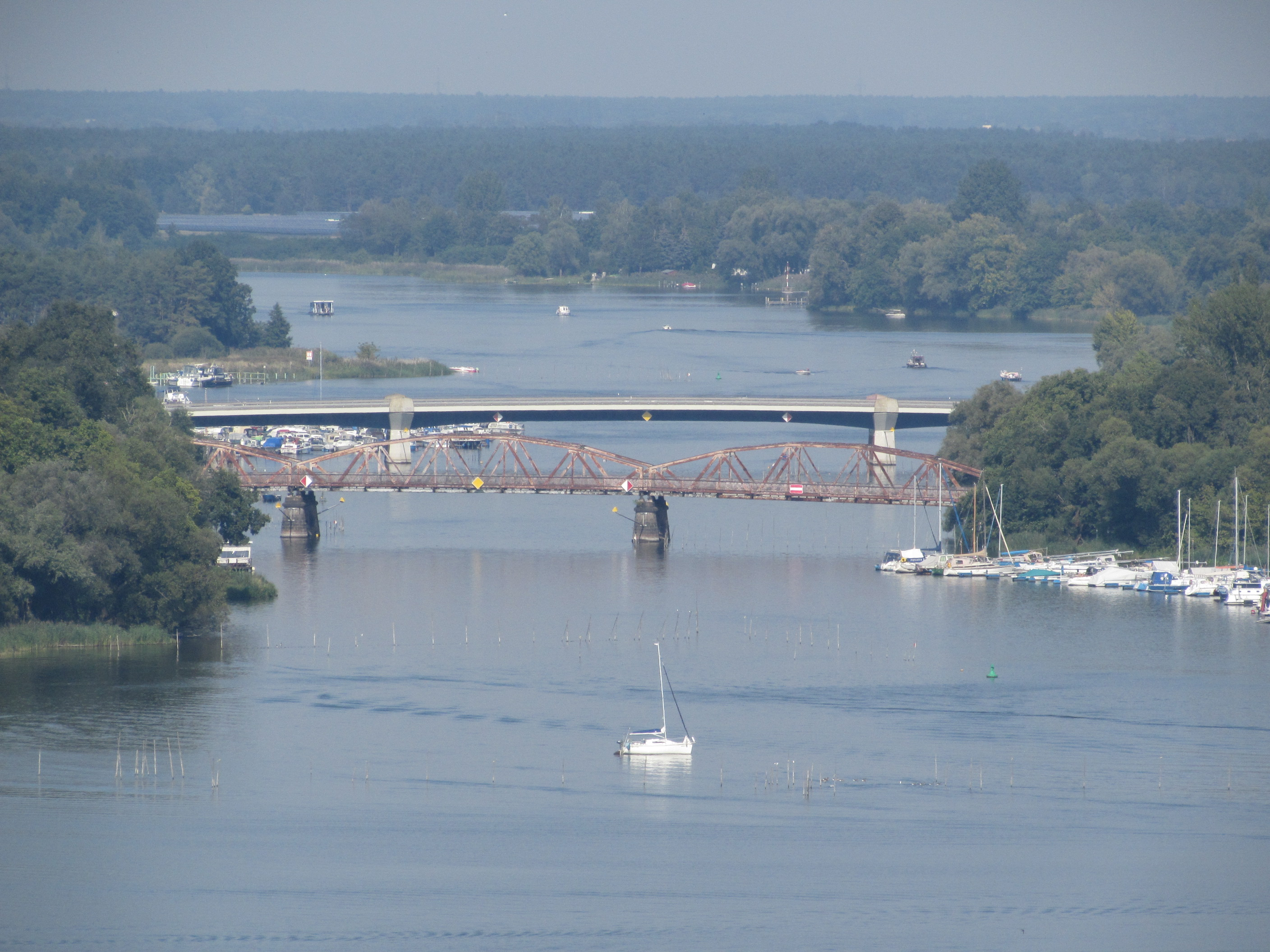
Im Vordergrund die alte Plauer Brücke; im Hintergrund die moderne Westhavellandbrücke

Die alte Plauer Brücke verbindet das westliche mit dem östlichen Flussufer an einer schmalen Stelle, an der die Havel aus dem Plauer See austritt und nach Norden in Richtung Rathenow und Havelberg abfließt. Sie wurde zu Beginn des 20. Jahrhunderts von einer Genthiner Baufirma unter der Leitung des Regierungsbaurates Born errichtet und am 15. Oktober 1904 in Dienst gestellt. Nach ihrer Sprengung am Ende des Zweiten Weltkrieges wurde sie repariert und diente bis 2002 dem Durchgangsverkehr auf der Bundesstraße 1. Seit baupolizeilicher Sperrung ist die denkmalgeschützte Brücke nur noch für Fußgänger und Radfahrer zugelassen. Als Neubau für den Straßenverkehr wurde etwas weiter nördlich die Westhavellandbrücke errichtet.
Die Plauer Brücke ist 130 Meter lang und 10,70 Meter breit. Sie gehört zu den wenigen erhaltenen Stahlfachwerkbrücken in der wasserreichen Region. Mit ihren charakteristischen Halbparabelträgern und den die Formen des Jugendstils aufnehmenden Geländern hat sie eine besondere architektur- und kunstgeschichtliche Bedeutung über Brandenburg-Plaue hinaus.

## Schleuse
Die Schleuse Plaue ist eine Schleuse im Woltersdorfer Altkanal beziehungsweise des vormaligen Plauer Kanals, der in seinem hauptsächlichen Verlauf seit den 1930er Jahren Teil des Elbe-Havel-Kanals ist. Der Plauer Kanal als Verbindung der Havelseen bei Brandenburg mit der Elbe wurde unter Friedrich II. gebaut. Er entstand zwischen den Jahren 1743 und 1745 und verkürzte den Schifffahrtsweg zwischen Berlin und Magdeburg erheblich. Um vom höheren Niveau der Elbe auf das Niveau der Havel absteigen zu können, wurde im Verlauf des Kanals neben anderen die Schleuse Plaue errichtet. Die erste Kanalschleuse in Plaue war eine Holzschleuse, die bereits 1781 erneuert werden musste. 1821 bis 1823 errichtete man die erste massive Kammerschleuse. In den Jahren 1884 bis 1886 wurde auch ein Schleusenbecken mit den Abmessungen 67 Meter Kammerlänge und 8,60 Meter Kammerbreite angelegt, so dass Schiffe des nun anhand dieses Bauwerks definierten Plauer Maßes die Schleuse und den Kanal passieren konnten. Die Schleuse ist nach Stilllegung außer Betrieb und in das Oberhaupt ein Schützenwehr eingebaut. Die Schleusenbecken sind noch immer in einem guten Zustand, so dass eine Sanierung und Wiederinbetriebnahme der Anlage für den Wassertourismus und Sportbootverkehr grundsätzlich möglich wäre. Die Schleuse steht heute unter Denkmalschutz.

## Persönlichkeiten
- Lippold von Bredow, Landeshauptmann beziehungsweise Statthalter in der Mark Brandenburg
- Hermann Friedrich (1885–1944), antifaschistischer Widerstandskämpfer
- Friedrich von Görne (1670–1745), preußischer Minister
- Leopold von Görne (1715–1769), preußischer Beamter und Schlossbesitzer
- Leopold Koch (auch: Leopold Koch-Plaue), (1857–1933?), deutscher Bildhauer
- Adolf Julius Freiherr Lauer von Münchhofen, preußischer Beamter, Schlossherr und Ahnherr der Familie Lauer von Münchhofen
- Marie Magdalene Charlotte Baronin von Stoltzenberg, Schauspielerin, Mätresse, Schlossherrin und Ahnherrin der Familien von Stoltzenberg und Lauer von Münchhofen